# Xã Old Lycoming, Quận Lycoming, Pennsylvania
Xã Old Lycoming (tiếng Anh: Old Lycoming Township) là một xã thuộc quận Lycoming, tiểu bang Pennsylvania, Hoa Kỳ. Năm 2010, dân số của xã này là 4.938 người.